# وزارة البيئة وحماية الطبيعة والسلامة النووية وحماية المستهلك

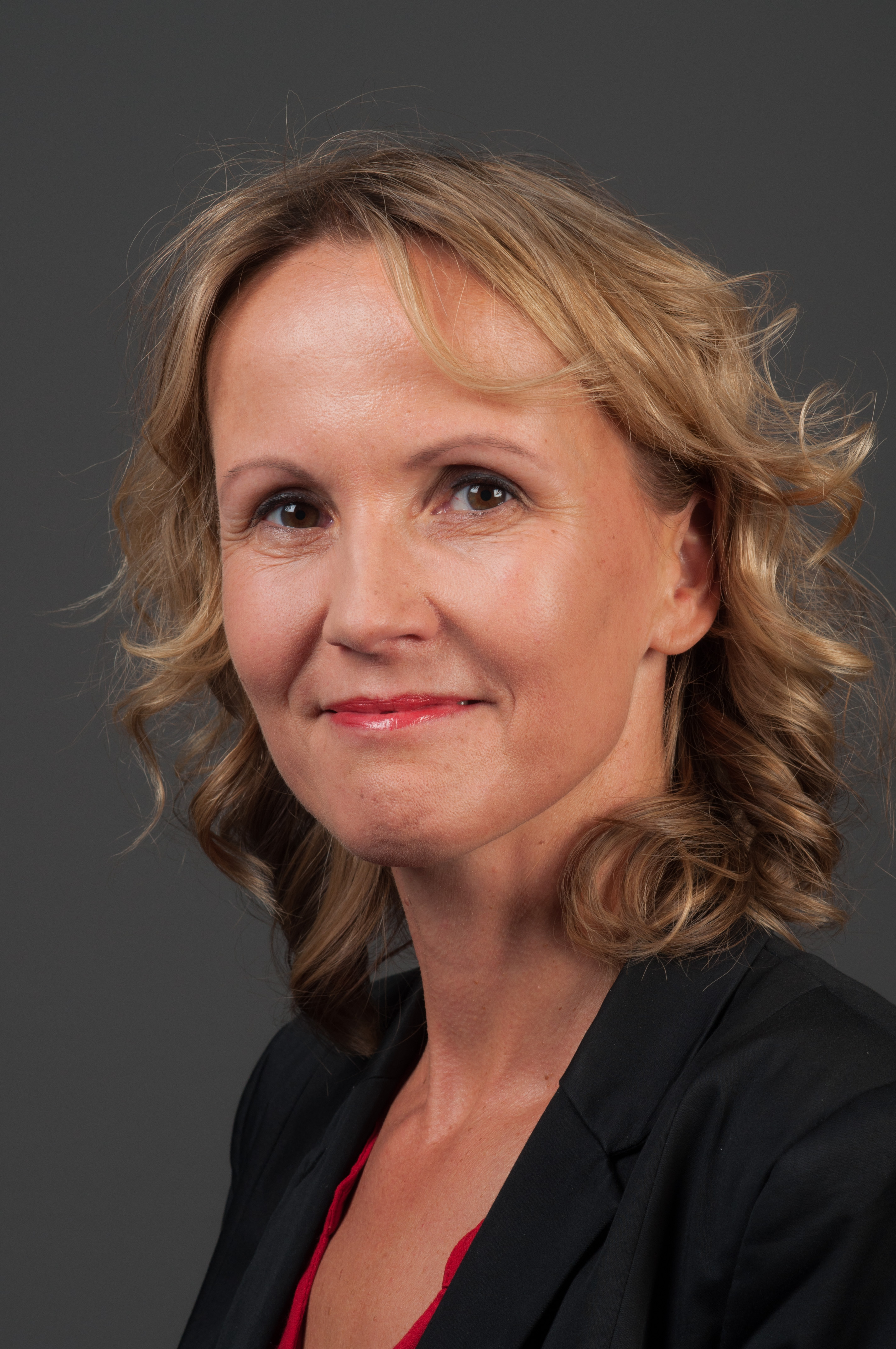
شتيفي ليمكه (حزب الخضر). وزيرة البيئة وحماية الطبيعة والسلامة النووية وحماية المستهلك

الوزارة الاتحادية للبيئة وحماية الطبيعة والسلامة النووية وحماية المستهلك (بالألمانية: Bundesministerium für Umwelt, Naturschutz, nukleare Sicherheit und Verbraucherschutz) تختصر BMUV، هي وزارة اتحادية في جمهورية ألمانيا الاتحادية يقع مقرها الرئيسي في بون ولها مقر فرعي في مدينة برلين. يرأس الوزارة منذ 8 ديسمبر 2021 شتيفي ليمكه من حزب الحضر.
تأسست الوزارة في 6 تموز 1986 كرد على كارثة تشيرنوبيل. أرادت الحكومة الاتحادية في ذلك الوقت أن تضع الشؤون البيئية تحت إدارة وزير جديد لمواجهة التحديات البيئية الجديدة على نحو أكثر فعالية. وزعت قبل ذلك مسؤوليات القضايا البيئية بين وزارات الداخلية، الزراعة والصحة.

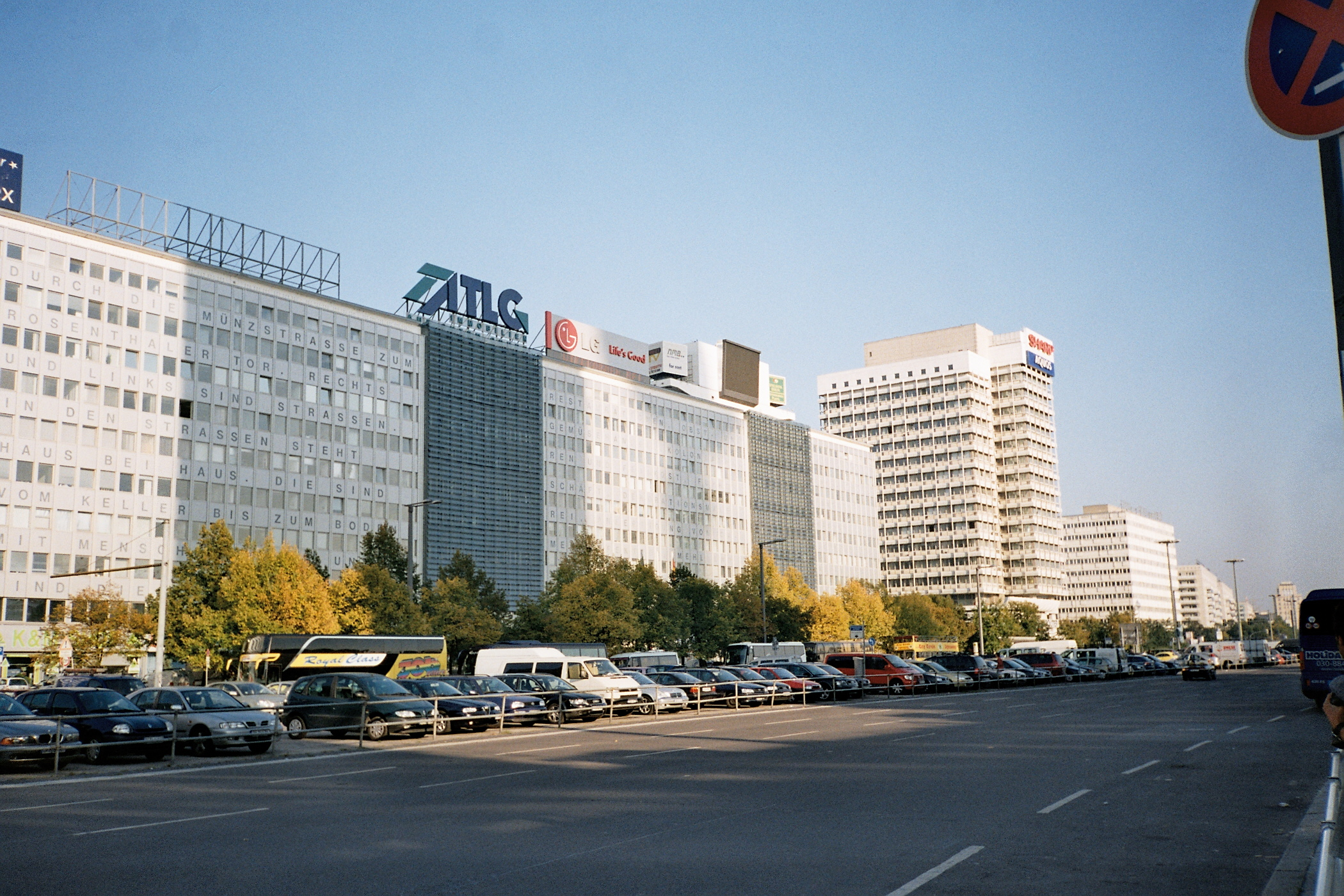
مقر برلين في ساحة ألكسندر بلاتس

## الوظائف
تشمل المهام الرئيسية للوزارة:
- سياسة البيئة الوطنية
- إعلام وتثقيف الجمهور حول القضايا البيئية
- إصلاح البيئة والتنمية في ألمانيا الشرقية
- حماية المناخ والطاقة
- مراقبة نوعية الهواء
- مكافحة الضجيج
- الحفاظ على المياه الجوفية، الأنهار، البحيرات والبحار
- الحفاظ على التربة ومعالجة المواقع الملوثة
- سياسة إدارة النفايات وإعادة التدوير
- سلامة المواد الكيميائية السلامة، البيئة والصحة
- الاحتياطات ضد حالات الطوارئ في المنشآت الصناعية
- حماية وصيانة الاستخدام المستدام للتنوع البيولوجي
- سلامة المنشآت النووية
- الموارد النووية والتخلص منها
- الحماية الإشعاعية

## التنظيم
مديريات الوزارة التسع:
- المديرية "Z": الإدارة المركزية والإدارة والميزانية والبحث والرقمنة
- المديرية "P": التخطيط والاستراتيجية والصحافة والاتصال
- المديرية "G": قضايا السياسة البيئية الأساسية والشاملة والاستدامة والقضايا الاجتماعية والسياسية الأساسية وتنسيق الإدارات للتنمية المستدامة
- المديرية "IK": الشؤون الدولية والأوروببة وحماية المناخ
- المديرية "WR": إدارة المياه وحماية الموارد
- المديرية "N": الحفاظ على الطبيعة والاستخدام المستدام للطبيعة
- المديرية "IG": التحكم في الانبعاث وسلامة النبات والمرور والسلامة الكيميائية والبيئة والصحة
- المديرية "S": السلامة النووية والحماية من الإشعاع

## وزراء البيئة
الحزب السياسي:
| الاسم (الميلاد-الوفاة)                                      | الاسم (الميلاد-الوفاة)                           | الصورة                                           | الحزب                                            | فترة الولاية                                     | فترة الولاية                                     | المستشار (الحكومة)                               |
| وزير البيئة والحفاظ على الطبيعة وسلامة المفاعلات            | وزير البيئة والحفاظ على الطبيعة وسلامة المفاعلات | وزير البيئة والحفاظ على الطبيعة وسلامة المفاعلات | وزير البيئة والحفاظ على الطبيعة وسلامة المفاعلات | وزير البيئة والحفاظ على الطبيعة وسلامة المفاعلات | وزير البيئة والحفاظ على الطبيعة وسلامة المفاعلات | وزير البيئة والحفاظ على الطبيعة وسلامة المفاعلات |
| ----------------------------------------------------------- | ------------------------------------------------ | ------------------------------------------------ | ------------------------------------------------ | ------------------------------------------------ | ------------------------------------------------ | ------------------------------------------------ |
| 1                                                           | فالتر فالمان (1932-2013)                         |                                                  | CDU                                              | 6 حزيران 1986                                    | 22 نيسان 1987                                    | كول (حكومة كول الثانية)                          |
| 2                                                           | كلاوس توبفر (1938)                               |                                                  | CDU                                              | 7 أيار 1987                                      | 17 تشرين الثاني 1994                             | كول (حكومة كول الثالثة • حكومة كول الرابعة)      |
| 3                                                           | أنغيلا ميركل (1954)                              |                                                  | CDU                                              | 17 تشرين الثاني 1994                             | 27 تشرين الأول 1998                              | كول (حكومة كول الخامسة)                          |
| 4                                                           | يورغن تريتين (1954)                              |                                                  | الخضر                                            | 27 تشرين الأول 1998                              | 22 تشرين الثاني 2005                             | شرودر (حكومة شرودر الأولى • حكومة شرودر الثانية) |
| 5                                                           | زيغمار غابرييل (1959)                            |                                                  | SPD                                              | 22 تشرين الثاني 2005                             | 28 تشرين الأول 2009                              | ميركل (حكومة ميركل الأولى)                       |
| 6                                                           | نوربرت روتغين (1965)                             |                                                  | CDU                                              | 28 تشرين الأول 2009                              | 22 أيار 2012                                     | ميركل (حكومة ميركل الثانية)                      |
| 7                                                           | بيتر ألتماير (1958)                              |                                                  | CDU                                              | 22 أيار 2012                                     | 17 كانون الأول 2013                              | ميركل (حكومة ميركل الثانية)                      |
| وزير البيئة وحماية الطبيعة والبناء وسلامة المفاعلات         |                                                  |                                                  |                                                  |                                                  |                                                  |                                                  |
| 8                                                           | باربرا هندريكس (1952)                            |                                                  | SPD                                              | 17 كانون الأول 2013                              | 14 آذر 2018                                      | ميركل (حكومة ميركل الثالثة)                      |
| وزير البيئة والحفاظ على الطبيعة والسلامة النووية            |                                                  |                                                  |                                                  |                                                  |                                                  |                                                  |
| 9                                                           | سفينيا شولتسه (1968)                             |                                                  | SPD                                              | 14 آذر 2018                                      | 8 كانون الأول 2021                               | ميركل (حكومة ميركل الرابعة)                      |
| وزير البيئة وحماية الطبيعة والسلامة النووية وحماية المستهلك |                                                  |                                                  |                                                  |                                                  |                                                  |                                                  |
| 10                                                          | شتيفي ليمكه (1968)                               |                                                  | الخضر                                            | 8 كانون الأول 2021                               | في المنصب                                        | أولاف شولتس (حكومة شولتس)                        |

## روابط خارجية
- الموقع الرسمي (بالألمانية)
- الموقع الرسمي (بالإنكليزية)